# Лепестки надежды
«Лепестки́ наде́жды» (англ. Hope Springs) — американо-британская романтическая комедия, повествующая о любовных катаклизмах, заставляющих людей делать странные вещи.

## Сюжет
Чтобы сменить обстановку из-за расставания с невестой Верой (Минни Драйвер), которая объявила, что выходит замуж за другого, британский художник-портретист Колин Уэйр (Колин Фёрт) отправляется в американскую глубинку, в маленький городок, носящий название «Надежда» (Hope). Там он встречает Мэнди (Хизер Грэм), психолога в доме престарелых, с которой у него постепенно завязываются очень серьёзные отношения.
Решительно настроенная Вера прилетает в США и пытается вернуть Колина, заявив, что её «свадьба» была неудачной шуткой, попыткой подтолкнуть его к решительным действиям. Однако Колин уже влюблен в Мэнди и остается с ней, делая ей предложение. Городок маленький, люди искренние и открытые, и со временем все они, начиная с мэра города (Оливер Платт), оказываются в курсе происходящего.

## В ролях
- Колин Фёрт — Colin Ware — художник, англичанин
- Мини Драйвер — Vera Edwards — английская невеста Колина
- Хизер Грэм — Mandy — американская невеста Колина
- Мэри Стинберджен — Joanie Fisher — хозяйка гостиницы BattleField Inn
- Фрэнк Коллисон — Mr. Fisher — муж Joanie, «помощник управляющего» гостиницей
- Оливер Платт — Dug Reed — мэр города Hope

## Интересные факты
- Автомобиль Мэнди — жёлтый кабриолет Ford Mustang 1966 года.
- Основная песня фильма, хит: «I`m not in love» группы Fun Lovin' Criminals.